# Валентин Тодоров
Валентин Тодоров (известен като Вал Тодоров) е български писател на научна фантастика, поет и рок-музикант.

## Биография
Роден е в София през 1963 г. Завършва физика в Софийски университет. В края на 1980-те години пише английски текстове на рок-изпълнители като Милена Славова и група Ера. Автор е на текста на песните „Походът“ и „Дървото“ на група Ахат.
В средата на 1980-те години, заедно с Андриан Первазов, Марио Паскалев, Йордан Янков и Ася Паскалева като членове на Клуб „Иван Ефремов“ създават групата Практис и издава ъндърграунд списание „Практис“. Тогава започва да пише фантастика. Дебютира с новелата „Пътуване към Акад“ през 1989 г., отличена с II награда в конкурс на сп. „ФЕП“. Новелата е фрагмент от по-късно публикуваната „Иркала – страната на мъртвите (Месопотамски хроники от края на ХХ в.)“, за която получава две награди: награда „Светослав Минков“ през 1989 г. и поощрителна награда Еврокон от 1991 г.
Вал Тодоров е автор на следните повести и новели: „Книгата“, „Неразбиране“, „Стаена в каменно тяло“, „Онова нещо, отлетяло с птиците“, „Последният кадър“, „Прозрачността на асфалта“, „Жрецът е мъртъв“, както и на разказа „Змиите“.
През 2013 излиза първият пълнометражен филм на Вал Тодоров, „България, тази вечна ерес“. Това игрално-документално, музикално-антропологично, научно-магично, еко-анархо-утопично пътешествие в релеф от 8 части, напълно салоните с посланието: „Вървиш по прашните пътища, срещаш различни хора, взираш се в тяхната истина, надяваш се да си един от тях. Но после пак вървиш по нови пътища, през полета, гори...“
През 2015 излиза вторият филм, „Контражур“.
През октомври 2017 завършва работата по филма „Трансгресия“. Филмът е част от официалната селекция на фестивала SO Independent Film Festival. Рекламното му мото е „Секс, купони и ТВ шоу“. Участват на живо групите Смолмен и Черно фереджде. Филмът „Трансгресия“ ще бъде показан на една-единствена прожекция за 2017 година на 31 октомври от 18:45 в Дом на Киното. Официално разпространение ще има през пролетта на 2018.